# Zdravceț, Kărdjali
Zdravceț (în bulgară Здравчец) este un sat în comuna Kirkovo, regiunea Kărdjali,  Bulgaria. 

## Demografie
Componența etnică a satului Zdravceț
     Turci (99,35%)
     Nicio identificare (0,64%)
     Altele (0%)
La recensământul din 2011, populația satului Zdravceț era de 156 locuitori. Din punct de vedere etnic, majoritatea locuitorilor (99,35%) erau turci. Pentru 0,64% din locuitori nu este cunoscută apartenența etnică.